# Siphonophora senaria
Siphonophora senaria är en mångfotingart som beskrevs av Loomis 1937. Siphonophora senaria ingår i släktet Siphonophora och familjen Siphonophoridae. Inga underarter finns listade i Catalogue of Life.